# Seznam ameriških telovadcev
Seznam ameriških telovadcev.

## A
Vanessa Atler - 

## B
Kendall Beck - Alyssa Beckerman - Mohini Bhardwaj - Simone Biles - Amanda Borden - 

## C
Amy Chow - Kristina Coccia - Bart Conner - Shayne Culpepper - 

## D
Dominique Dawes - 

## H
Morgan Hamm - Paul Hamm - Terin Humphrey - 

## J
Carly Janiga - Shawn Johnson -

## K
Courtney Kupets - 

## L
Nastia Liukin -

## M
Julianne McNamara - Shannon Miller - Dominique Moceanu - 

## P
Jennifer Parilla - Carly Patterson - Jaycie Phelps - 

## R
Mary Lou Retton - Cathy Rigby - 

## S
Mary Sanders - Kerri Strug - 

## T
Toby Towson - 

## V
Peter Vidmar - Hollie Vise - 

## W
Blaine Wilson - 

## Y
David Yost - 

## Z
Kim Zmeskal - 